# Бобровка (Иркутская область)
Бобро́вка — покинутый посёлок в Усть-Кутском районе Иркутской области, Россия. Расположен на левом берегу реки Куты (приток Лены) в 63 км северо-западнее Усть-Кута, 550 км севернее Иркутска. Основан в 1966 году. Входит в Ручейское сельское поселение.
В 2000-х годах был включён в районную программу о бесперспективных деревнях как подлежащий расселению. Закрыт в 2011 году.

## Физико-географические характеристики

### Географическое положение
Бобровка расположена в центральной части Иркутской области в северо-западной части Усть-Кутского района в среднем течении реки Куты на левом берегу.
Расстояние:
- до посёлка Ручья (центра сельского поселения) — 40 км на юг.
- до города Усть-Кута (центра района) по воздуху — 63 км на юго-восток; по автомобильной дороге — 100 км.

### Климат
Климат посёлка резко континентальный. Средняя темпаратура января −25°С, июля +17°С. Минимальная температура −58°С, максимальная (в тени) +42°С. Годовое количество осадков 350 мм. В зимний период — в виде снега. В межсезонье (весной и осенью, а также в начале и конце лета) нередок град.
Находится на территории, приравненной к районам Крайнего Севера.

### Рельеф и геологическое строение
Посёлок расположен на территории Лено-Ангарского плато, рельеф сильно расчленённый, абсолютные высоты местности достигают 700—800 м над уровнем моря. В непосредственной близости от села находится хребет Шивгон (637 м над уровнем моря).

### Растительность, почвенный покров
Посёлок находится в тайге. Почвы преимущественно дерново-карбонатные, дерново-подзолистые. Луговые и пойменные почвы средне- и легкосуглинистого механического состава. Долина реки заболочена.

## Население
Отсутствует. В 2008 году составляло 32 человека, в 2011-м — три. 
По данным Иркутскстата, численность населения на 01.01.2015 г. составляет 27 человек. 

## Транспорт
Бобровка связана с посёлком Ручьём и трассой Р419 лесовозной автомобильной дорогой с гравийном покрытием. Постоянного автобусного сообщения нет.
Ближайшая железнодорожная станция — Ручей Восточно-Сибирской железной дороги; аэропорт — Усть-Кут; речной порт — Осетрово.

## Социальная сфера
Функционировала основная общеобразовательная школа.